# Сандуго
Сандуго (Sandugo, исп. Pacto de Sangre) — ритуальный кровный договор, заключённый между испанским конкистадором Мигелем Легаспи и дату Сикатуной, вождём филиппинского острова Бохоль, 16 марта 1565 года, чтобы скрепить их дружбу в соответствии с племенными традициями. Этот договор считается первым договором о дружбе между испанцами и филиппинцами. «Сандуго» переводится с бисайского как «одна кровь».
Сандуго символически изображён на печати и флаге провинции Бохоль.

## История
В 1521 году мореплаватель Фердинанд Магеллан в составе испанской экспедиции прибыл на Молуккские острова. Благодаря этому его флот стал первым из европейских, достигших Азии западным путем. После этого Испания стала отправлять экспедиции для колонизации Ост-Индии, соперничая с Португалией за контроль над торговлей специями. Однако все эти экспедиции терпели неудачу, пока Мигель Лопес де Легаспи, отплывший из Мексики с пятью кораблями и пятьюстами людьми, не достиг Филиппин в 1565 году и не основал там испанское поселение. Лопес де Легаспи был встречен враждебными племенами, боровшимися против иноземного вторжения. Его попытки высадиться на острове Себу привели к гибели одного из его солдат, что побудило его исследовать другие острова и искать торговли с другими племенами.
Плывя на юг к острову Минданао, флот Лопеса де Легаспи столкнулся с сильным ветром, который вынудил их развернуться на север к острову Бохоль. Там он захватил судно из Борнео, малайские моряки которого сообщили испанцам, что племена, населяющие этот регион, торгуют с людьми из Борнео и Индонезии.
Прибыв на Бохоль, Лопес де Легаспи обратил внимание на враждебность местных жителей. Малайцы объяснили, что такая враждебность вызвана экспедициями португальцев с Молуккских островов. В 1563 году португальские корабли прибыли в висайские воды и обратили в рабство около 1 000 жителей. Лопес де Легаспи с помощью малайского моряка объяснил племенам на Бохоле, что они не португальцы и что они прибыли на острова для торговли. Узнав об этом, вожди и их племена стали дружелюбнее относиться к испанцам.

## Церемония
Сандуго началось с прибытия Мигеля Лопеса де Легаспи на Бохоль в 1565 году и принятия присяги на верность дату Сикатуны испанскому королю. Легаспи и Сикатуна сделали кинжалом надрез на левой руке и вылили кровь в кубок, наполненный вином, который затем выпили в честь своей дружбы.
Надпись на памятнике в городе Тагбиларан описывает это событие следующим образом:
Примерно в середине марта 1565 года флот генерал-капитана Мигеля Лопеса де Легаспи бросил якорь у этих берегов. В ходе этого визита Лопес де Легаспи заключил кровный договор с дату Сикатуна с целью установления дружественных отношений между испанцами и филиппинцами.
Также на ней уточняется, что договор был заключен согласно традициям племени.
Каждый из двух предводителей сделал небольшой надрез на руке, взял несколько капель крови из надреза, смешал ее с вином и выпил кубок с кровью другого.Так возникли первые узы дружбы между филиппинцами и испанцами.
В своем отчете королю Филиппу II Лопес де Легаспи писал:
Он проводится следующим образом: каждый из участников берет две или три капли крови из своей руки или груди и смешивает их в одном кубке с водой или вином. Затем смесь должна быть разделена поровну между двумя чашами, и ни один из участников не может уйти, пока обе чаши не будут полностью осушены.

## Наследие
В память о договоре президент Филиппин Эльпидио Кирино учредил Орден Сикатуны, государственную награду за дипломатические заслуги.
Хуан Луна, филиппинский художник, изобразил событие на своей картине под названием «Кровавый договор» (исп. El Pacto de Sangre) в 1883 году. Картина El Pacto de Sangre получила первый приз в Париже в 1885 году и на выставке «Покупка Луизианы» в Сент-Луисе в 1904 году.
Ежегодно в июле на острове Бохол в память Сандуго проводится одноимённый фестиваль с шествием и танцами.
В Тагбиларане на месте проведения Сандуго установлен памятник договору.